# Parque natural regional de Córcega
El parque natural regional de Córcega (en corso: Parcu di Corsica) es un área protegida en Francia que cubre una superficie de 440 200 hectáreas, o el 51 % de la isla mediterránea de Córcega, en su elevada extensión abarca los dos departamentos insulares: Alta Córcega y Córcega del Sur.

## Descripción
La ubicación de la isla, en el punto crítico de biodiversidad del Mediterráneo, ha permitido que se arraigue allí una biodiversidad excepcional: el índice de endemismos es particularmente alto en Europa, con especies como el trepador corso, subespecies como el muflón corso, la trucha corsa o el Discoglossus. Entre las plantas se encuentran en abundancia los pinares y los alcornocales, que forman un gran ejemplo de bosque mediterráneo en buen estado de conservación.
La cultura particular de la isla permanece viva a través de la cría de ganado, el patrimonio construido y la lengua corsa.
El parque natural regional se extiende por 178 municipios, desde la renovación de su carta en 2018, principalmente en las montañas de Córcega, administra dos sitios de gran importancia para el patrimonio, a saber, la reserva de la biosfera del Valle del Fango que desciende hasta el golfo de Galeria y la Scandola, a destacar esta última reserva natural, que está catalogada como patrimonio mundial de la UNESCO. 

## Flora y fauna
El parque protege los principales enclaves montañosos de la isla, los cuales se componen de vegetación de montaña (bosque de pino lairicio y hayas), de valles de altitud (castaños, encinas, alcornoques y robles) y de regiones bajas (olivos, maquia, garriga y viñedos). Algunos bosques de pino marítimo (Pinus pinaster) y pino carrasco (Pinus halepensis) están presentes a lo largo de la costa. La flora en su conjunto compone uno de los bosques mediterráneos más densos y mejor conservados de toda la cuenca.
En cuanto a la fauna, esta es igualmente variada y cuenta con una gran cantidad de especies endémicas. Destaca la presencia del águila real, que vive en las cimas del Monte Cinto; el milano real (en Balagne) o la tortuga de Hermann (en peligro de extinción).